# Вёшенка дубовая
Вёшенка дубо́вая (лат. Pleurotus dryinus) — вид грибов, включённый в род Вёшенка (Pleurotus) семейства Вёшенковые (Pleurotaceae).

## Описание
Шляпка 4—10 см в диаметре, сначала выпуклая, затем уплощённая, белая, кремовая или желтоватая, в центре, в особенности у старых грибов, хлопьевидно-чешуйчатая, по краю нередко с остатками частного покрывала.
Пластинки обычно довольно частые или сравнительно редкие, нисходящие на ножку, белые, затем кремовые.
Ножка 4—10 см длиной, цилиндрическая или немного утолщающаяся к низу, центральная, эксцентрическая или вовсе боковая, бархатистая, беловатая, с плёнчатым или хлопчатым кольцом, обычно исчезающим к старости гриба.
Мякоть беловатая, жестковатая, с приятным сладковатым или кисловатым запахом.
Споровый порошок белый. Споры 9—12×3,5—5,5 мкм, эллиптические, гладкие, неамилоидные.
Вёшенка дубовая, как и другие виды вёшенок, съедобна.

## Экология
Вёшенка предпочитает широколиственные леса, произрастает обычно одиночно или небольшими группами.